# Йегер, Хуго
Хуго Йегер (нем. Hugo Jäger; 18 января 1900, Мюнхен — 1 января 1970) — немецкий фотограф.

## Биография
В качестве сотрудника личного фотографа Гитлера Генриха Гофмана в 1937—1940 годах имел доступ к Гитлеру и его ближайшему окружению. Во время Второй мировой войны участвовал как фотограф в пропагандистских кампаниях нацистской Германии. Среди немецких фоторепортеров Хуго Йегер одним из первых обратился к цветной фотографии. Созданная им в 1938—1944 годах коллекция из нескольких тысяч цветных снимков в 1970 году продана американскому журналу «Life» и в настоящее время находится в собственности Timelife Pictures. С 2008 года эти фотоматериалы стали доступны в режиме онлайн для широкой публики.
Уникальность фотоколлекции Хуго Йегера состоит в том, что на его цветных фотографиях запечатлена целая эпоха европейской истории (1938—1944), документально зафиксированы многие важнейшие исторические события и передана атмосфера того времени. В частности, целые серии фоторабот Йегера показывают аншлюс Австрии и оккупацию Судетской области Чехословакии в 1938 году, многочисленные военные парады в Берлине и Риме, сцены военной кампании в Польше (1939) и на Западном фронте (1940), военные будни Болгарии и Румынии (1941). Особый драматизм отличает снимки повседневной жизни оккупированной Варшавы и варшавского гетто, сделанные осенью 1939 года.